# Pachyurus junki
Pachyurus junki es una especie de pez de la familia Sciaenidae en el orden de los Perciformes.

## Morfología
• Los machos pueden llegar alcanzar los 29,3 cm de longitud total.

## Hábitat
Es un pez de agua dulce, de clima tropical y pelágico.

## Distribución geográfica
Se encuentran en Sudamérica:  cuenca del río Amazonas en Brasil.

## Observaciones
Es inofensivo para los humanos.